# Lindley (West Yorkshire)
Lindley – dzielnica w Huddersfield w Anglii, w West Yorkshire, w dystrykcie metropolitalnym Kirklees. W 2011 miejscowość liczyła 19 274 mieszkańców. Lindley jest wspomniana w Domesday Book (1086) jako Lillai/Lillaia.